# Natrinema
Genre
Espèces de rang inférieur
- Natrinema aidingensis
- Natrinema altunense
- Natrinema ejinorense
- Natrinema gari
- Natrinema pallidum
- Natrinema pellirubrum
- Natrinema salaciae
- Natrinema versiforme
- Natrinema xinjiang

Natrinema est un genre d'archées halophiles de la famille des Halobacteriaceae.